# ヒレナガニシキゴイ

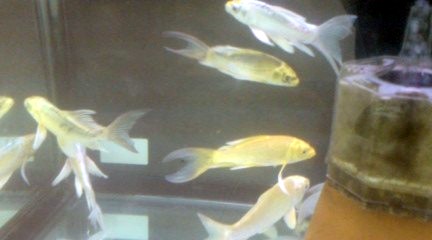
ヒレナガニシキゴイの若魚。この写真の個体の品種は不明であるが、黄金種のひとつと考えられる。

ヒレナガニシキゴイ（鰭長錦鯉）は、ニシキゴイの品種の一つ。
日本のニシキゴイとインドネシア原産のヒレナガゴイ（学名Cypirnus carpio var.flavipinnis C.V）の交配や品種改良によって作出された。鰭（背鰭、尾鰭、腹鰭）が長いことが特徴で、泳ぐ姿が優美であると評される。

## 経緯

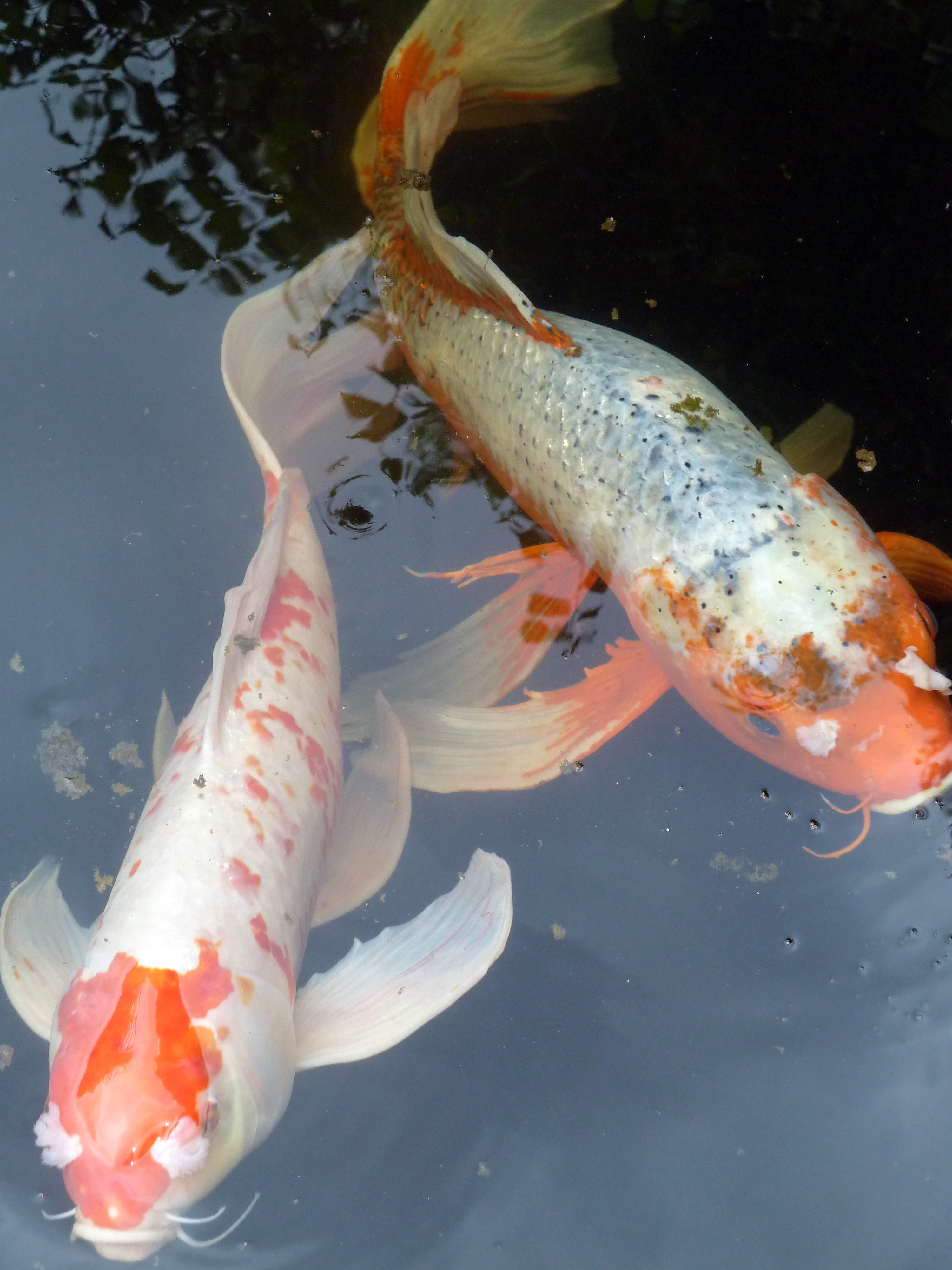
皇居東御苑のヒレナガニシキゴイ

1977年7月、埼玉県水産試験場を視察に訪れた皇太子明仁親王（当時）から、「インドネシアに鰭の長いコイがいるので、日本のニシキゴイと交配してはどうか」との提言があった。インドネシアを訪問した際、先方からコイの品種改良の打診が親王にあり、これを契機として埼玉県水産試験場は1980年よりニシキゴイの品種改良に着手し、2年後の1982年に本種が誕生した。
同種は皇居東御苑二の丸庭園の池に放流されており、観賞魚として埼玉県を中心に各地に広まっている。

## 特徴、その他
大型となり、また鰭が通常のニシキゴイの2倍以上長いという性質上、庭池で飼育されることが多い。成長途上の個体は金魚に似ているとも評される。

## 品種
- プラチナ
- 張分黄金
- 山吹黄金
- 銀松葉
- 紅白
- 大正三色
- 孔雀
- 浅黄
- 秋水
- 金松葉

この大半は埼玉県で作出・養殖されている。